# 吳培元
吳培元(Pei Yuan Wu)，台灣台北人，數學家，國立交通大學應用數學系榮譽退休教授。

## 經歷
1969年取得國立台灣大學數學系學士，1975年取得印地安那大學數學系博士。 
於1975年-1978年擔任國立交通大學應用數學系副教授，1978年擔任國立交通大學應用數學系教授 ，1980年- 1982年擔任國立交通大學應用數學系系主任，2010年-2014年擔任國立交通大學終身講座教授。
於2014年退休。
曾擔任國際期刊編輯，1998年-2000年兼任台灣數學期刊(Taiwanese Journal of Mathematics)主編。

## 專長
算子理論、泛函分析及矩陣分析。

## 榮譽與獎項
- 國立交通大學教學優良獎 (1984年)
- 莊守耕公益基金科學獎 (1984年)
- 國科會傑出研究獎 (1985，1987年)[4]
- 教育部理科學術獎 (1989年)[5]
- 中華民國數學會學會獎 (2002年)[6]

## 家庭
吳培元的妻子是顧燕翎，台灣早期女權運動發起人之一，曾任台北市政府社會局局長，現為台灣銀領協會理事長。